# Узарень
«Узарень» — четвёртый студийный альбом группы «Калинов Мост», записанный в 1991 году и изданный двумя годами позже. Относится к двухлетнему московскому студийному циклу, состоящему из трёх альбомов: «Выворотень», «Дарза», «Узарень», материал к которым писался бесперерывно.Запись произведена на студии SNC в мае-июне 1991 г.

## Список композиций
Все песни написаны Дмитрием Ревякиным (кроме отмеченных).
| №                   | Название                                                     | Длительность |
| ------------------- | ------------------------------------------------------------ | ------------ |
| 1.                  | «Без страха»                                                 | 3:07         |
| 2.                  | «Так и надо» (автор - Дмитрий Ревякин, И. Плакучий)          | 2:47         |
| 3.                  | «Гуляли вместе»                                              | 3:16         |
| 4.                  | «Улетай»                                                     | 4:44         |
| 5.                  | «Далеко»                                                     | 4:25         |
| 6.                  | «Хопёр мудрый»                                               | 2:25         |
| 7.                  | «Стали мы с тобой»                                           | 3:13         |
| 8.                  | «Прошлое поделом» (музыка - Дмитрий Ревякин, Андрей Ефремов) | 5:42         |
| 9.                  | «В устье Лены»                                               | 3:36         |
| 10.                 | «Провезень»                                                  | 4:41         |
| 11.                 | «Оставлю дом»                                                | 3:11         |
| Общая длительность: | Общая длительность:                                          | 41:07        |

| №                   | Название            | Длительность |
| ------------------- | ------------------- | ------------ |
| 12.                 | «Очи в землю»       | 3:14         |
| 13.                 | «Ветер Южный»       | 3:11         |
| Общая длительность: | Общая длительность: | 6:25         |

## Участники записи
- Дмитрий Ревякин — акустическая гитара, вокал
- Василий Смоленцев — гитара
- Андрей Щенников — бас-гитара
- Виктор Чаплыгин — барабаны
- Алексей Калябин — флейта, саксофон
- струнная группа
  - Александр Запольский - аранжировка, дирижёр